# أدريان يونسكو
أدريان يونسكو (بالرومانية: Adrian Ionescu)‏ (13 يوليو 1985 في رومانيا - ) هو لاعب كرة قدم روماني في مركز الوسط. لعب مع جامعة كلوج ونادي أوتسيلول غالاتسي ونادي يونيفيرسيتاتيا كرايوفا وFC Delta Tulcea ‏ ونادي فارول كونستانتسا وCS Sportul Snagov ‏ وأرغيس بيتيشت ‏.

## وصلات خارجية
- أدريان يونسكو على موقع قاعدة بيانات كرة القدم.إي يو (الإنجليزية)